# جهات العصوبة
جهات العصوبة في علم الفرائض هي: في التعصيب جمع جهة بمعنى المنزلة ودرجة القرابة والعلاقة التي تربط الوارث بالمورث، وتختص بالعصبات وأولها البنوة ثم الأبوة ثم الجدودة والأخوة ثم بنو الأخوة ثم العمومة ثم بنو العمومة ثم الولاء.

## جهات العصوبة
جهات العصوبة في مصطلح فقه المواريث يقصد بها: مراتب ودرجات العصبات في الإرث، التي تحدد أولوية الاستحقاق بالجهة التي ورث بها، ورتبة تلك الجهة، من حيث القرب والبعد، ثم من حيث القوة.
وجهات العصوبة سبع هي:
1. البنوة وتتضمن: الابن وابن الابن وإن سفل.
2. الأبوة وهو الأب.
3. الجدودة والأخوة:
  1. الجدودة وهو الجد أبو الأب.
  2. الأخوة وتتضمن الإخوة لأبوين أو لأب. والأخوة والجدودة جهة واحدة مشتركة عند الشافعية والجمهور، خلافا لمذهب الحنفية.
4. بنو الأخوة لأبوين ثم لأب.
5. عمومة:
  1. الأعمام.
  2. بنو العمومة.
6. الولاء.
7. بيت المال.

### التقديم بالجهة
التقديم بالجهة بمعنى: أن يقدم صاحب الجهة المقدمة، على صاحب الجهة المؤخرة، فالأشخاص الوارثون بالتعصيب أصحاب جهات، أي: مراتب في التوريث، أولها: جهة البنوة، فالأبوة وآخرها: جهة بيت المال -على تفاصيل في توريثه- فإذا اجتمع أصحاب جهتين أو أكثر؛ قدم صاحب الجهة المقدمة، مثل: ابن وأخ لأبوين وعم، فيقدم صاحب الجهة المقدمة، -وهي جهة البنوة- على جهتي الأخوة والعمومة، فمن مات وليس له من الورثة إلا ابن وأخ لأبوين وعم؛ فالمال كله للابن، ولا شيء للأخ ولا للعم، ولو مات وخلف أخا شقيقا وعما، فالمال للأخ ولا شيء للعم، والمعنى: أنه يقدم صاحب الجهة المقدمة في الإرث، على صاحب الجهة المتأخرة.

### التقديم في العصبات
إذا اجتمع من العصبات اثنان فأكثر فتارة يشتركون في الإرث بالتعصيب كالأبناء مثلا، وتارة يقدم البعض على البعض الآخر، وهذا يقتضي حجب العاصب الآخر حجب حرمان إلإ في الأب فإن الابن لا يحجبه بل يفرض للأب السدس، ومثله الجد عند عدم وجود الأب. وللتقديم قاعدة ذكرها الجعبري بقوله:
فالتقديم أولاً بالجهة ثم بالدرجة ثم بالقوة.
- إذا استوى عاصبان أو أكثر في الجهة والدرجة والقوة؛ كان النصيب بالشراكة.
- يقدم صاحب الجهة المقدمة وإن بعد على صاحب الجهة المؤخرة وإن قرب.
- يقدم القريب في الدرجة وإن كان ضعيفا على البعيد وإن كان قويا.

## التقديم بالجهة
إذا اجتمع من العصبات اثنان فأكثر؛ فيعتبر التقديم أولاً بالجهة، وهي على الترتيب، أولها البنوة ويليها الأبوة ثم الجدودة والأخوة ثم بنو الأخوة ثم العمومة ثم بنو العمومة ثم الولاء. وقاعدة التقديم بالجهة هي: (يقدم صاحب الجهة المقدمة وإن بعد على صاحب الجهة المؤخرة وإن قرب) فالأبناء يقدمون على أصحاب الجهات المتأخرة، ويحجبونهم حجب حرمان إلا الأب والجد، بل يفرض للأب أو الجد السدس، والباقي للابناء. ويقدم الأب على الجد وباقي الجهات، ويقدم الجد على الإخوة عند أبي حنيفة أما عند الشافعي فالجد والإخوة في جهة واحدة. ويقدم الإخوة على بنيهم، ويقدم الأعمام على بنيهم، وهكذا يقدم صاحب الجهة المقدمة وإن بعد على صاحب الجهة المؤخرة وإن قرب
مثل: ابن ابن ابن أخ شقيق وعم شقيق أو لأب؛ فالإبن البعيد في جهة
بني الأخوة مقدم على صاحب الدرجة القريبة في جهة العمومة.

## التقديم في جهات العصوبة باعتبار الدرجة
التقديم للعصبات باعتبار الدرجة يأتي في المرحلة الثانية بعد التقديم بالجهة بناء على قاعدة التقديم. وقاعدة التقديم بالدرجة هي: (أن صاحب الدرجة القريبة وإن كان ضعيفا؛ يقدم على صاحب الجهة البعيدة وإن كان قويا) فيقدم الابن على ابن الابن وإن سفل، لقرب درجة الابن، وهكذا في بني الإخوة أو بني الأعمام؛ فالإبن أقرب من ابن الابن، وابن الابن أقرب من ابن ابن الابن وهكذا. وإذا اتحدت جهتهما واختلفا في القرب والبعد والقوة والضعف؛ قدم القريب الضعيف على القوي البعيد. مثل: ابن ابن أخ شقيق وابن أخ لأب؛ يقدم ابن الأخ لأب لقرب درجته ولا يرث معه ابن ابن الأخ الشقيق لبعد درجته.
أمثلة
| درجة1 | درجة2   | درجة 3     | درجة 4        | درجة5            |
| ----- | ------- | ---------- | ------------- | ---------------- |
| ابن   | بن بن   | بن بن بن   | بن بن بن بن   | بن بن بن بن بن   |
| بن ق  | بن بن ق | بن بن بن ق | بن بن بن بن ق | بن بن بن بن بن ق |

| درجة1   | درجة2      | درجة 3        | درجة 4           | 5...  |
| ------- | ---------- | ------------- | ---------------- | ----- |
| بن خب   | بن بن خب   | بن بن بن خب   | بن بن بن بن خب   | وهكذا |
| بن عم ق | بن بن عم ق | بن بن بن عم ق | بن بن بن بن عم ق | وهكذا |
| بن عم ب | بن بن عم ب | بن بن بن عم ب | بن بن بن بن عم ب | وهكذا |

## التقديم في العصبات بالقوة
التقديم للعصبات باعتبار القوة هو ثالث مرحلة للتقديم،بمعنى: أنه يختص بالعصبات، ولايكون التقديم به إلا بعد التقديم بالجهة ثم بالدرجة. وقاعدته (أن العاصب ذا القرابتين مقدم على ذي القرابة الواحدة) فالأخ وابن الأخ والعم وابن العم كل واحد من الأربعة إما أن يدلي بالأب والأم وإما أن يدلي بالأب فقط، فمن أدلى
بقرابتين أي: بالأب والأم قوي فيقدم على الضعيف وهو ذو القرابة الواحدة. وقد ذكر هذا في الرحبية بقوله:
فيقدم الأخ لأبوين على الأخ لأب، ويقدم ابن الأخ لأبوين على ابن الأخ لأب ويقدم العم لأبوين على العم لأب ويقدم ابن العم لأبوين على ابن العم لأب.

## درجات الإرث في جهة البنوة
البنوة هي أول جهة للإرث بالتعصيب وهي درجات بحسب القرب أولها درجة الابن، وتدخل البنت ضمن درجته، لأن كلاهما أدلى
إلى الميت بنفسه، ولا يدخل عليهما حجب الحرمان مطلقا، والابن عاصب بالنفس، ويعصب البنت إن وجدت معه عصوبة بالغير. فلو خلف الميت إبنا فقط؛ ورث جميع المال، وإن كانوا أكثر من واحد؛ قسم المال بينهم بالتساوي، وإذا اجتمع الابن والبنت؛ فللذكر مثل حظ الأنثيين، فلو خلف المورث إبنا وبنتاً؛ فمسألتهم من ثلاثة للإبن سهمان وللبنت سهم واحد، وهكذا إن تعددوا، ويقسم المال بينهم إن لم يوجد غيرهم، ويأخذون الباقي بعد أصحاب الفروض.

### درجات بني الابن
يدخل بنو الابن ضمن جهة البنوة، وابن الابن في ثاني درجة للقرب بعد الابن، فهو يدلي بواسطة الابن، والقاعدة في الفرائض أن (من أدلى إلى الميت بواسطة حجبته تلك الواسطة) ويستثنى من هذه القاعدة الإخوة لأم. فأبناء الأبناء ينزلون منزلة الأبناء عند فقد الأبناء، والابن يحجب ابن الابن، وإذا لم يوجد الابن؛ فإبن الابن عاصب بالنفس، يرث كالإبن ويعصب بنت الابن.
وهكذا ابن ابن الابن في الدرجة الثالثة يرث كالإبن عند عدم وجود الابن وابن الابن، وهكذا ابن الابن في الدرجة الرابعة يرث كالإبن عند
عدم الابن في الدرجات الثلاث، وهكذا من في الدرجات الخامسة وما بعدها مهما سفل أي: بعدت درجته، يرث عند عدم الأقرب منه.

## بيت المال
بيت المال بمعنى: الجهة العامة التي تتولى الأمور المالية. واللفظ مركب من جزئين هما: بيت أي: المسكن، فالساكن يأؤي إليه ويستقر فيه ويبيت فيه، والمال وهو: ما يتمول من نقد أو عرض، وقد يطلق بيت المال على المكان، لكن المقصود به في المصطلح الشرعي: الجهة التي تتولى مهام شرعية محددة، مختصة بالشؤون المالية. ويعد بيت المال آخر جهة من جهات العصوبة، فمن مات ولا وارث له بالفرض، ولا من عصبات النسب، ولا من عصبات الولاء؛ فوارثه بيت المال، على تفاصيل في ذلك، ومعنى توريث بيت المال بالعصوبة، أنه يكون كالعاصب بالنسب أو بالولاء، في أخذ ما له وبذل ما عليه، فكما أن له حق في الإرث، فعليه أيضا تحمل سداد الديون، وغرامة الدية، وتولي أمور أخرى، وغير ذلك.